# Sciapus inflexus
Sciapus inflexus är en tvåvingeart som beskrevs av Becker 1923. Sciapus inflexus ingår i släktet Sciapus och familjen styltflugor. Inga underarter finns listade i Catalogue of Life.